# Ача Дуарте, Анхель Николас
Анхель Николас Ача Дуарте (исп. Ángel Nicolás Acha Duarte, 6 декабря 1930 года, Ибикуи, Парагвай — 24 июня 1982 года, Карапегуа, Парагвай) — католический прелат, первый епископ Карапегуа с 5 июня 1978 года по 24 июня 1982 года.

## Биография
Родился 6 декабря 1930 года в населённом пункте Ибикуи, Парагвай. Изучал теологию в Папской понтификальной семинарии в Буэнос-Айресе. Окончил Папский Григорианский университет. Изучал социологию в Париже. 27 октября 1957 года был рукоположен в священника для служения в епархии Вильяррики-дель-Эспириту-Санто. Преподавал на кафедре социальных наук в Католическом университете Асунсьона.
2 декабря 1975 года Римский папа Павел VI назначил Анхеля Николаса Ачу Дуарте вспомогательным епископом Вильяррики-дель-Эспириту-Санто и титулярным епископом Ламдии. 1 марта 1976 года состоялось рукоположение в епископа, которое совершил апостольский нунций в Парагвае и титулярный архиепископ Ипреса Йозеф Меес в сослужении с архиепископом Асунсьона Исмаэлем Бласом Ролоном Сильверо и епископом Вильяррики-дель-Эспириту-Санто Фелипе Сантьяго Бенитесом Авалосом.
5 июня 1978 года Римский папа Павел VI учредил епархию Карапегуа и назначил Анхеля Николаса Ачу Дуарте её первым епископом.
Скончался 24 июня 1982 года в городе Карапегуа после продолжительной болезни.